# Mount Stimson
Mount Stimson – szczyt w USA, w stanie Montana (hrabstwie Flathead), położony południowej części Parku Narodowego Glacier, około 20 km na południowy wschód od Lake McDonald. Jest to drugi po względem wysokości szczyt w parku i w łańcuchu Lewis Range.
Nazwę szczytowi nadano na cześć Henry'ego Stimsona Sekretarza stanu Stanów Zjednoczonych, a następnie w czasie II wojny światowej Sekretarza wojny.